# Copa de Europa de baloncesto 1975-76
La decimonovena edición de la Copa de Europa de Baloncesto fue ganada por el equipo italiano del Mobilgirgi Varese, que lograba así su quinto título, segundo de forma consecutiva, derrotando en la final al Real Madrid español, repitiéndose la final de los dos últimos años. Ésta se disputó en Génova.

## Primera ronda
| Equipo 1        | Agr.    | Equipo 2   | Ida    | Vuelta |
| --------------- | ------- | ---------- | ------ | ------ |
| Beşiktaş        | 151–173 | Federale   | 90–70  | 61–103 |
| Al-Zamalek      | 133–167 | Academic   | 69–74  | 64–93  |
| Resovia Rzeszów | 185–137 | Jalaa      | 109–67 | 76–70  |
| Alvik           | 134-135 | Turun NMKY | 76–67  | 58–68  |

## Segunda ronda
| Equipo 1          | Agr.    | Equipo 2      | Ida   | Vuelta |
| ----------------- | ------- | ------------- | ----- | ------ |
| ÍR                | 0–4*    | Real Madrid   | 0–2   | 0–2    |
| T71 Dudelange     | 123–207 | Forst Cantù   | 76–97 | 47–110 |
| Federale          | 162–158 | Dukla Olomouc | 91–73 | 71–85  |
| Gießen 46ers      | 158–159 | Academic      | 89–75 | 69–84  |
| Resovia Rzeszów   | 156–164 | Sefra Wien    | 83–88 | 73–76  |
| Embassy All-Stars | 153–207 | Transol RZ    | 87–90 | 66–117 |
| Panathinaikos     | 151–156 | Turun NMKY    | 96–78 | 55–78  |

*ÍR se retiró antes del partido de ida, por lo que el Real Madrid accedió directamente a cuartos de final.
Clasificados automáticamente para la fase de grupos
- Mobilgirgi Varese (defensor del título)
- Zadar
- ASVEL
- Maes Pils
- Maccabi Elite

## Fase de grupos de cuartos de final
Los cuartos de final se jugaron con un sistema de todos contra todos, en el que cada serie de dos partidos ida y vuelta se consideraba como un solo partido para la clasificación.
|  | Los dos primeros acceden a semifinales |

|    | Equipo            | Par. | Pts. | G | P | PF  | PC  | PD   |
| -- | ----------------- | ---- | ---- | - | - | --- | --- | ---- |
| 1. | Mobilgirgi Varese | 5    | 10   | 5 | 0 | 886 | 729 | +157 |
| 2. | ASVEL             | 5    | 9    | 4 | 1 | 783 | 764 | +19  |
| 3. | Maes Pils         | 5    | 8    | 3 | 2 | 847 | 780 | +67  |
| 4. | Academic          | 5    | 6    | 1 | 4 | 813 | 871 | -58  |
| 5. | Turun NMKY        | 5    | 6    | 1 | 4 | 784 | 913 | -129 |
| 6. | Zadar             | 5    | 6    | 1 | 4 | 817 | 873 | -56  |

|    | Equipo        | Par. | Pts. | G | P | PF   | PC   | PD   |
| -- | ------------- | ---- | ---- | - | - | ---- | ---- | ---- |
| 1. | Real Madrid   | 5    | 10   | 5 | 0 | 1070 | 869  | +201 |
| 2. | Forst Cantù   | 5    | 9    | 4 | 1 | 960  | 849  | +111 |
| 3. | Maccabi Elite | 5    | 8    | 3 | 2 | 894  | 905  | -11  |
| 4. | Sefra Wien    | 5    | 7    | 2 | 3 | 833  | 839  | -6   |
| 5. | Transol RZ    | 5    | 6    | 1 | 4 | 855  | 1025 | -170 |
| 6. | Federale      | 5    | 5    | 0 | 5 | 859  | 984  | -125 |

## Semifinales
| Equipo 1          | Agr.    | Equipo 2    | Ida    | Vuelta |
| ----------------- | ------- | ----------- | ------ | ------ |
| Mobilgirgi Varese | 173–155 | Forst Cantù | 95–85  | 78–70  |
| Real Madrid       | 212–178 | ASVEL       | 113–77 | 99–101 |

## Final
| 1 de abril de 1976 | Mobilgirgi Varese                                           | 81–74                | Real Madrid                                                       | |  |
|                    | Parciales: 43-42, 38–32                                     |                      |                                                                   | |  |
|                    | Estadísticas Bob Morse 28 Dino Meneghin 11 Giulio Iellini 5 | Reporte Pts Reb Asts | Estadísticas 24 Walter Szczerbiak 7 John Coughran 2 Clifford Luyk | Pabellón: Patinoire des Vernets, Génova Asistencia: 7.000 espectadores Árbitros: Artenik Arabadjan (BUL), David Turner (ENG) |  |

| Campeón de la Copa de Europa 1975–76 |
| ------------------------------------ |
| Mobilgirgi Varese 5º título          |